# Thorium
Thorium (chemická značka Th) je druhým prvkem z řady aktinoidů, radioaktivní kovový prvek. Díky velmi dlouhému poločasu rozpadu jader thoria se dá tento prvek najít v horninách zemské kůry a je potenciálním palivem v jaderné energetice.

## Základní fyzikálně-chemické vlastnosti
Thorium je velmi slabě radioaktivní kovový prvek (zářič α), který nemá žádný stabilní izotop.
Je to stříbřitě bílý kov, který se na vzduchu pomalu pokrývá vrstvou našedlého oxidu. Zahřátím na vzduchu se kovové thorium může i vznítit. V běžných minerálních kyselinách se rozpouští jen zvolna, koncentrovaná kyselina dusičná jej pasivuje vytvořením inertní vrstvičky oxidu thoričitého ThO2 na povrchu kovu. Ve sloučeninách se vyskytuje pouze v mocenství Th+4.
Objevil jej již roku 1828 švédský chemik Jöns Jacob Berzelius a pojmenoval jej po Thórovi, bohu blesku ve skandinávské mytologii.

## Výskyt

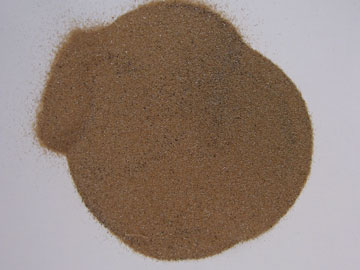
Monazitový písek

Thorium je v zemské kůře poměrně silně zastoupeno, vyskytuje se v průměrné koncentraci 9,6 mg/kg (neboli ppm). Jeho obsah v mořské vodě je udáván okolo 7 μg/l. Ve vesmíru připadá jeden atom thoria na 500 miliard atomů vodíku.
V přírodě se thorium vyskytuje pouze vzácně ve formě minerálu thorianitu, chemicky ThO2, a thoritu, chemicky ThSiO4. Obvykle doprovází prvky skupiny lanthanoidů a nejčastější průmyslově zpracovávanou surovinou jsou monazitové písky, směsné fosforečnany typu (Ce,La,Th,Nd,Y)PO4, ve kterých je hmotnostní podíl thoria až 6 %, a dále například minerál euxenit (Y,Ca,Ce,U,Th)(Nb,Ta,Ti)2O6.
Velká ložiska na thorium bohatých rud se nalézají v Austrálii, Indii, Skandinávii, USA, Číně, Brazílii, Indonésii a Kanadě.

## Výroba
Při průmyslové výrobě thoria se rudy nejprve digerují roztokem louhu a vysrážené nerozpustné hydroxidy lanthanoidů a thoria se oddělí filtrací. Po jejich rozpuštění v kyselině chlorovodíkové se postupným snižováním pH z roztoku nejprve oddělí hydroxidy thoria a uranu. Soli čistého thoria se z tohoto materiálu získávají po rozpuštění v HCl kapalinovou extrakcí tributylfosfátem nebo methylisobutylketonem.
Čistý kov se obvykle připravuje elektrochemicky z taveniny směsi fluoridu thoričitého ThF4, kyanidu draselného KCN a chloridu sodného NaCl. Chemicky je možno získat elementární thorium redukcí roztaveného fluoridu thoričitého elementárním vápníkem, hořčíkem nebo sodíkem.

## Izotopy
Přestože je známa řada izotopů thoria, v zemské kůře se lze setkat s izotopem 232Th, který se vyznačuje mimořádně velkým poločasem rozpadu 1,40×1010 roku. Je to, stejně jako velká většina dalších izotopů thoria, α zářič. Izotopy 227Th, 228Th, 230Th, 231Th a 234Th se vyskytují v nižším zastoupení, jako produkty rozpadových řad.
Z dalších izotopů se lze zmínit například o 230Th s poločasem rozpadu 75 400 let, 229Th s poločasem 7 932 let nebo 228Th s poločasem 1,9125 roku. Ostatní izotopy s nukleonovými čísly 208 až 239 se rozpadají mnohem rychleji:
| Izotop | poločas rozpadu | druh rozpadu                                  | produkt rozpadu       |
| ------ | --------------- | --------------------------------------------- | --------------------- |
| 208Th  | 1,7 ms          | α                                             | 204Ra                 |
| 209Th  | 2,5 ms          | α                                             | 205Ra                 |
| 210Th  | 16 ms           | α / ε                                         | 206Ra / 210Ac         |
| 211Th  | 37 ms           | α / ε                                         | 207Ra / 211Ac         |
| 212Th  | 30 ms           | α (99,7 %)/ε (0,3 %)                          | 208Ra / 212Ac         |
| 213Th  | 144 ms          | α                                             | 209Ra                 |
| 214Th  | 87 ms           | α                                             | 210Ra                 |
| 215Th  | 1,2 s           | α                                             | 211Ra                 |
| 216Th  | 26,0 ms         | α (99,99 %) / ε (0,01 %)                      | 212Ra / 216Ac         |
| 217Th  | 241 μs          | α                                             | 213Ra                 |
| 218Th  | 117 ns          | α                                             | 214Ra                 |
| 219Th  | 1,05 μs         | α                                             | 215Ra                 |
| 220Th  | 9,7 μs          | α (100,00 %) / ε (2×10−7 %)                   | 216Ra / 220Ac         |
| 221Th  | 1,68 ms         | α                                             | 217Ra                 |
| 222Th  | 2,8 ms          | α                                             | 218Ra                 |
| 223Th  | 0,60 s          | α                                             | 219Ra                 |
| 224Th  | 1,04 s          | α                                             | 220Ra                 |
| 225Th  | 8,75 min        | α (90 %)/ ε (10 %)                            | 221Ra / 225Ac         |
| 226Th  | 30,57 min       | α                                             | 222Ra                 |
| 227Th  | 18,697 d        | α                                             | 223Ra                 |
| 228Th  | 1,912 5 r       | α (100 %)/ 20O (10−11 %)                      | 224Ra / 208Pb         |
| 229Th  | 7 932 r         | α                                             | 225Ra                 |
| 230Th  | 75 400 r        | α (100 %)/ 24Ne (6×10−11 %) / SF (≤4×10−12 %) | 226Ra / 206Hg / různé |
| 231Th  | 25,52 h         | β− (100 %)/ α (4×10−11 %)                     | 231Pa / 227Ra         |
| 232Th  | 1,40×1010 r     | α (100 %) / SF (1,1×10−9 %)                   | 228Ra / různé         |
| 233Th  | 21,83 min       | β−                                            | 233Pa                 |
| 234Th  | 24,10 d         | β−                                            | 234Pa                 |
| 235Th  | 7,1 min         | β−                                            | 235Pa                 |
| 236Th  | 37,3 min        | β−                                            | 236Pa                 |
| 237Th  | 4,7 min         | β−                                            | 237Pa                 |
| 238Th  | 9,4 min         | β−                                            | 238Pa                 |
| 239Th  | ?               | β−                                            | 239Pa                 |

## Využití

### Jaderná energetika
V současné době nachází thorium hlavní využití v jaderné energetice jako potenciální zdroj štěpného materiálu. Samotná atomová jádra 232Th jsou pouze α-zářiči a nemůže u nich proběhnout spontánní štěpení. Záchytem neutronu se však mohou měnit na uran 233U, který je vynikajícím jaderným palivem a silným zdrojem neutronů.
Vzhledem k tomu, že thorium se v přírodě vyskytuje přibližně třikrát častěji než uran, je pochopitelné, že myšlenka na jeho energetické využití je značně lákavá. V současné době se výzkum v tomto oboru ubírá dvěma směry:
1. Thorium je v jaderném reaktoru přeměňováno na 233U, který se dále přímo účastní další štěpné reakce a postupně se v tomto prostředí jaderně přeměňuje za vzniku energetického výtěžku. V tomto případě je do jaderného reaktoru vsazován poměrně nízký obsah thoria.
{\displaystyle \mathrm {^{232}_{{\phantom {0}}90}Th\ +\ _{0}^{1}n\ \longrightarrow \ _{{\phantom {0}}90}^{233}Th\ {\xrightarrow[{22,3\ min}]{\beta ^{-}}}\ _{{\phantom {0}}91}^{233}Pa\ {\xrightarrow[{26,967\ d}]{\beta ^{-}}}\ _{{\phantom {0}}92}^{233}U} }
2. Cílem jaderné přeměny v reaktoru je příprava maximálního množství jader 233U, která jsou následně oddělena a slouží jako jaderné palivo v jiném atomovém reaktoru. Zde je naopak do jaderné reakce nasazeno maximální množství 232Th a přeměna na 233U je důležitější než energetický výtěžek procesu. Zdrojem energie je v tomto případě až následné jaderné štěpení 233U v dalším reaktoru. Nevýhodou tohoto procesu je nutnost přepracování paliva z prvního reaktoru na čistý 233U, protože produkty vzniklé ozařováním thoria jsou značně silnými radioaktivními zářiči a separaci je třeba provádět za zvýšených bezpečnostních podmínek. Naopak výhoda spočívá v relativně jednoduché a nenáročné kontrole štěpení vzniklého izotopu uranu 233U.

Výzkum v oblasti využití thoria je v současné době[kdy?] prováděn především v Indii, jejíž potenciální zásoby thoria patří k jedněm z největších na světě. Výzkum využití thoria pro jadernou energetiku se také dlouhodobě provádí v Česku.

### Další využití
1. Ve slitinách hořčíku zlepšují malé přídavky thoria mechanickou odolnost materiálu.
2. Neodtavující se elektrody z thoria a jeho slitin se používají pro obloukové svařování metodou TIG.
3. Ve sklářském průmyslu se přídavkem thoria do skloviny dociluje zvýšení indexu lomu a snížení rozptylu světla vyrobeného skla. Takové sklo slouží především jako materiál v optických aplikacích jako jsou čočky pro filmové kamery nebo vědecké přístroje.
4. Oxid thoričitý ThO2 je značně odolný vůči vysokým teplotám a vyrábějí se z něj tavicí kelímky a chemické nádobí určené pro práci s agresivními materiály za vysokých teplot. Oxid thoričitý je také využíván pro výrobu punčošek v plynových lampách.
5. Oxid thoričitý ThO2 slouží jako průmyslový katalyzátor v chemickém průmyslu při výrobě kyseliny dusičné z amoniaku, při výrobě kyseliny sírové nebo při krakování ropy.
6. Jemně rozptýlené kovové thorium je po zahřátí na vysokou teplotu pyroforické, shoří jasným svítivým plamenem.